# Tsubata
Tsubata (津幡町?) è una cittadina giapponese della prefettura di Ishikawa.